# Bruno Bieler
Pour les articles homonymes, voir Bieler.
Bruno Bieler (né le 18 juin 1888 à Gumbinnen et mort le 22 mars 1966 à Dorfmark) est un General der Infanterie allemand qui a servi dans la Heer au sein de la Wehrmacht pendant la Seconde Guerre mondiale.
Il a été récipiendaire de la croix de chevalier de la croix de fer. La croix de chevalier de la croix de fer est attribuée pour récompenser un acte d'une extrême bravoure sur le champ de bataille ou un commandement militaire avec succès.

## Biographie
Bieler est affecté le 14 mars 1907 comme enseigne au 33e régiment de fusiliers, et complète sa formation d'officier à l’École de guerre d'Anklam. Il en sort le 18 août 1908 avec le grade de lieutenant. Le 1er octobre 1912, Bieler est affecté comme aide de camp et officier-enquêteur du Ier bataillon, puis le 25 février 1913 comme premier lieutenant.
Au début de la Première Guerre mondiale, Bieler et son régiment partent pour le front ; le 21 décembre 1914 il est promu adjoint au chef de régiment. Il conserve cette fonction jusqu'à son affectation le 31 juillet 1916 auprès du quartier-général du 1er corps d'armée. Le 5 août 1916 il est nommé officier d'ordonnance, et muté quatre mois plus tard au quartier-général du 25e corps de réserve. Du 6 mars au 15 juin 1917, Bieler est affecté à la 5e division de cavalerie puis, à partir du 6 décembre 1917  au quartier-général de la 87e Division. Du 10 au 27 juillet, il commande au front comme chef de compagnie du 345e Régiment d'infanterie ; du 10 au 24 août il est commandant de batterie au 87e régiment d’artillerie de campagne. Promu capitaine (28 novembre 1917), il est versé le 7 décembre 1917 au quartier-général du Front Est. Du 10 janvier au 8 février 1918, il suit les cours de l'École d'officier de Sedan. Au terme de sa permission, il rejoint son poste du GQG Est le 27 février 1918.

## Décorations
- Croix de fer (1914)
  - 2e Classe (17 septembre 1914)
  - 1re Classe (15 décembre 1914)
- Croix hanséatique de Hambourg (23 février 1918)
- Croix d'honneur pour combattants 1914-1918 (14 janvier 1935)
- Agrafe de la Croix de fer (1939)
  - 2e Classe (12 septembre 1939)
  - 1re Classe (30 septembre 1939)
- Médaille du Front de l'Est (15 juillet 1942)
- Insigne de Crimée (23 août 1942)
- Croix allemande en or (20 novembre 1942)
- Croix de chevalier de la croix de fer
  - Croix de chevalier le 5 décembre 1943 en tant que Generalleutnant et commandant de la 73. Infanterie Division[1]